# Liste des provinces ecclésiastiques catholiques

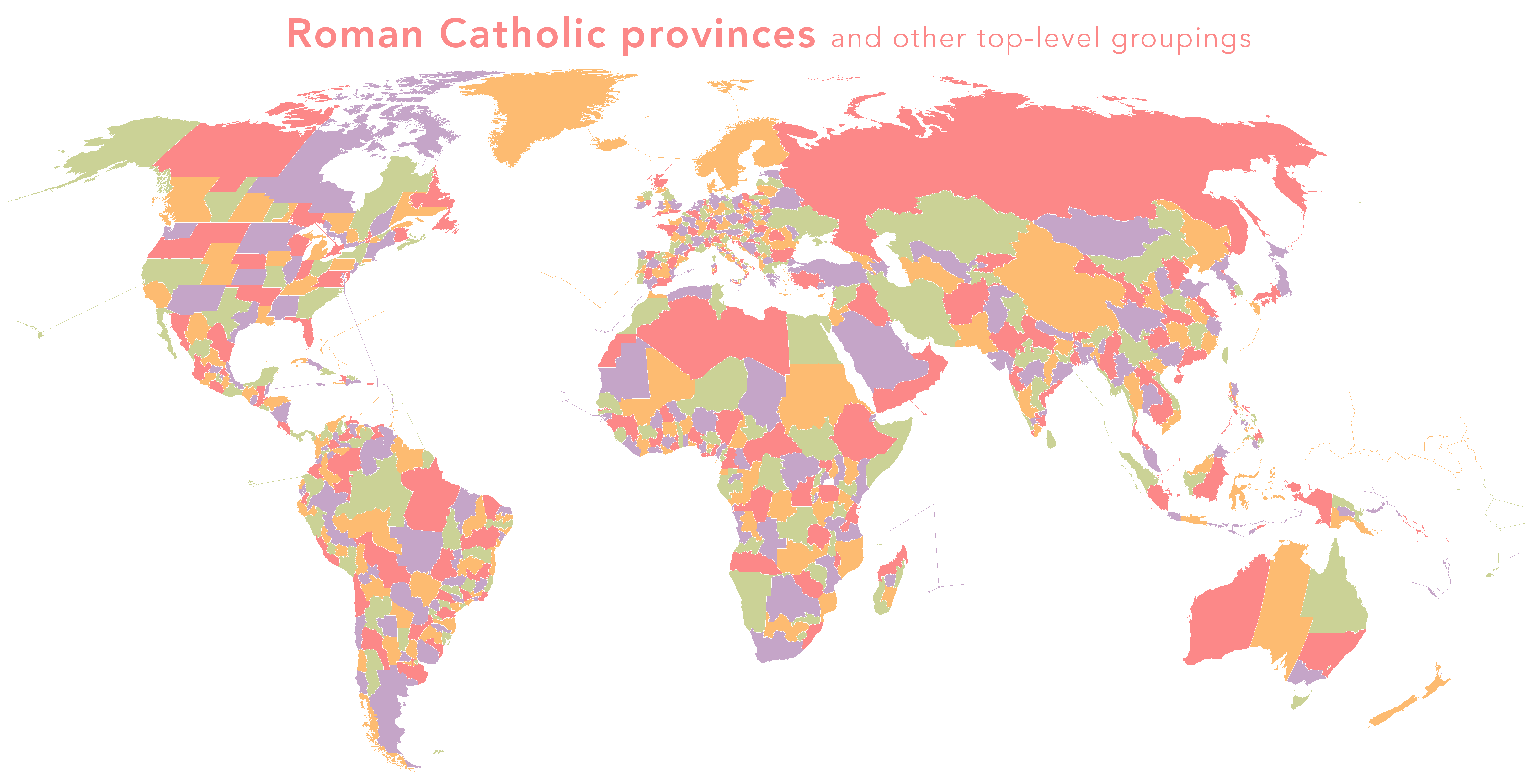
Carte des provinces ecclésiastiques catholiques à travers le monde.

Voici une liste des provinces ecclésiastiques catholiques. Elles sont dirigées par un archevêque métropolitain (qui est parfois primat, ou primat honoraire dans le cas des États-Unis, ou encore patriarche).

## Europe occidentale

### Allemagne
- Archidiocèse métropolitain de Bamberg (3 diocèses)
- Archidiocèse métropolitain de Berlin (2 diocèses)
- Archidiocèse métropolitain de Cologne (5 diocèses)
- Archidiocèse métropolitain de Fribourg-en-Brisgau (2 diocèses)
- Archidiocèse métropolitain de Hambourg (2 diocèses)
- Archidiocèse métropolitain de Munich et Freising (3 diocèses)
- Archidiocèse métropolitain de Paderborn (3 diocèses)
- Juridictions indépendantes
  - Exarchat apostolique d'Allemagne et de Scandinavie des Ukrainiens (rite ukrainien)
  - Ordinariat militaire d'Allemagne

### Benelux
- Province ecclésiastique de Malines-Bruxelles, Primatie de Belgique (8 diocèses)
- Province ecclésiastique d'Utrecht, Primatie des Pays-Bas (6 diocèses)
- Juridictions indépendantes :
  - Archidiocèse de Luxembourg
  - Diocèse aux Forces armées belges
  - Ordinariat militaire des Pays-Bas (nl)

### Espagne et Gibraltar
- Archidiocèse métropolitain de Tolède, Primatie d'Espagne (4 diocèses)
- Archidiocèse métropolitain de Barcelone (2 diocèses)
- Archidiocèse métropolitain de Burgos (4 diocèses)
- Archidiocèse métropolitain de Grenade (5 diocèses)
- Archidiocèse métropolitain de Madrid (2 diocèses)
- Archidiocèse métropolitain de Mérida – Badajoz (2 diocèses)
- Archidiocèse métropolitain d'Oviedo (3 diocèses)
- Archidiocèse métropolitain de Pampelune et Tudela (3 diocèses)
- Archidiocèse métropolitain de Saint-Jacques-de-Compostelle (4 diocèses)
- Archidiocèse métropolitain de Saragosse (4 diocèses)
- Archidiocèse métropolitain de Séville (6 diocèses)
- Archidiocèse métropolitain de Tarragone (6 diocèses)
- Archidiocèse métropolitain de Valence (5 diocèses)
- Archidiocèse métropolitain de Valladolid (5 diocèses)
- Juridiction indépendante
  - Diocèse de Gibraltar
  - Ordinariat militaire d'Espagne (Arzobispado Castrense)
  - Ordinariat d'Espagne des catholiques orientaux
  - Patriarcat des Indes occidentales (actuellement inactif)

### France et Monaco
- Province ecclésiastique de Besançon (5 diocèses suffragants)
- Province ecclésiastique de Bordeaux (4 diocèses suffragants)
- Province ecclésiastique de Clermont (3 diocèses suffragants)
- Province ecclésiastique de Dijon (1 archidiocèse, 2 diocèses et 1 prélature territoriale suffragant)
- Province ecclésiastique de Lille[1] (1 archidiocèse et 1 diocèse suffragants)
- Province ecclésiastique de Lyon (1 archidiocèse et 6 diocèses suffragants)
- Province ecclésiastique de Marseille (2 archidiocèses et 5 diocèses suffragants)
- Province ecclésiastique de Montpellier (4 diocèses suffragants)
- Province ecclésiastique de Paris (7 diocèses suffragants)
- Province ecclésiastique de Poitiers (4 diocèses suffragants)
- Province ecclésiastique de Reims (7 diocèses suffragants)
- Province ecclésiastique de Rennes (8 diocèses suffragants)
- Province ecclésiastique de Rouen (5 diocèses suffragants)
- Province ecclésiastique de Toulouse (2 archidiocèses et 5 diocèses suffragants)
- Province ecclésiastique de Tours (1 archidiocèse et 3 diocèses suffragants)
- Juridictions indépendantes
  - Archidiocèse de Monaco
  - Archidiocèse de Strasbourg
  - Diocèse de Metz
  - Éparchie de Sainte-Croix de Paris des Arméniens catholiques de France
  - Éparchie Notre-Dame du Liban de Paris des Maronites
  - Éparchie Saint-Vladimir-le-Grand de Paris des Ukrainiens
  - Ordinariat de France des catholiques orientaux
  - Diocèse aux armées françaises

### Grande-Bretagne et Irlande
- Archidiocèse métropolitain de Westminster, Primatie d'Angleterre et du Pays de Galles (4 diocèses)
- Archidiocèse métropolitain de Dublin, Primatie d'Irlande (3 diocèses)
- Archidiocèse métropolitain d'Armagh, Primatie de toute l'Irlande (8 diocèses et 1 diocèse titulaire)
- Archidiocèse métropolitain de Saint Andrews et Édimbourg, Primatie d'Écosse (4 diocèses)
- Archidiocèse métropolitain de Birmingham (2 diocèses)
- Archidiocèse métropolitain de Cardiff (3 diocèses)
- Archidiocèse métropolitain de Cashel (6 diocèses et 1 diocèse titulaire)
- Archidiocèse métropolitain de Glasgow (2 diocèses)
- Archidiocèse métropolitain de Liverpool (6 diocèses)
- Archidiocèse métropolitain de Southwark (3 diocèses)
- Archidiocèse métropolitain de Tuam (5 diocèses et 1 diocèse titulaire)
- Juridictions indépendantes
  - Éparchie de la Sainte-Famille de Londres des Ukrainiens
  - Ordinariat militaire de Grande-Bretagne
  - Ordinariat personnel de Notre-Dame de Walsingham

### Italie
- Région ecclésiastique des Abruzzes et du Molise (4 archidiocèses et 7 diocèses)
- Région ecclésiastique de la Basilicate (2 archidiocèses et 3 diocèses)
- Région ecclésiastique de Calabre (3 archidiocèses, 8 diocèses et 1 éparchie)
- Région ecclésiastique de Campanie (7 archidiocèses, 15 diocèses, 2 abbayes territoriales et 1 prélature territoriale)
- Région ecclésiastique d'Émilie-Romagne (4 archidiocèses et 11 diocèses)
- Région ecclésiastique du Latium, Patriarcat d'Occident ; Primatie d'Italie (1 archidiocèse, 17 diocèses dont 7 suburbicaires et 3 abbayes territoriales)
- Région ecclésiastique de Ligurie (1 archidiocèses et 6 diocèses)
- Région ecclésiastique de Lombardie (1 archidiocèses et 9 diocèses)
- Région ecclésiastique des Marches (5 archidiocèses, 7 diocèses et 1 prélature territoriale)
- Région ecclésiastique d'Ombrie (2 archidiocèses et 6 diocèses)
- Région ecclésiastique du Piémont-Val d'Aoste (2 archidiocèses et 15 diocèses)
- Région ecclésiastique des Pouilles (6 archidiocèses et 13 diocèses)
- Région ecclésiastique de Sardaigne (3 archidiocèses et 7 diocèses)
- Région ecclésiastique de Sicile (6 archidiocèses, 11 diocèses et 1 éparchie)
- Région ecclésiastique de Toscane (4 archidiocèses, 13 diocèses et 1 abbaye territoriale)
- Région ecclésiastique du Triveneto (1 patriarcat, 3 archidiocèses et 13 diocèses)
- Ordinariat militaire en Italie

### Portugal
- Patriarcat de Lisbonne (7 diocèses)
- Archidiocèse métropolitain de Braga, Primatie des Espagnes (8 diocèses)
- Archidiocèse métropolitain d'Évora (2 diocèses)
- Juridiction indépendante
  - Ordinariat militaire du Portugal

### Scandinavie
- Juridictions indépendantes
  - Diocèse de Copenhague
  - Diocèse d'Helsinki
  - Diocèse d'Oslo
  - Diocèse de Reykjavik
  - Diocèse de Stockholm
  - Prélature territoriale de Tromsø
  - Prélature territoriale de Trondheim

### Suisse et Liechtenstein
- Juridictions indépendantes
  - Archidiocèse de Vaduz
  - Diocèse de Bâle
  - Diocèse de Coire
  - Diocèse de Lausanne, Genève et Fribourg
  - Diocèse de Lugano
  - Diocèse de Saint-Gall
  - Diocèse de Sion
  - Abbaye territoriale d'Einsiedeln
  - Abbaye territoriale de Saint-Maurice d'Agaune

## Europe centrale

### Autriche
- Archidiocèse métropolitain de Salzbourg (4 diocèses)
- Archidiocèse métropolitain de Vienne (3 diocèses)
- Juridictions indépendantes
  - Abbaye territoriale de Wettingen-Mehrerau
  - Ordinariat d'Autriche (rite oriental)
  - Ordinariat militaire d'Autriche

### Hongrie
- Archidiocèse métropolitain d'Esztergom-Budapest, Primatie de Hongrie (3 diocèses et 1 diocèse de rite byzantin ou gréco-catholique)
- Archidiocèse métropolitain d'Eger (3 diocèses)
- Archidiocèse de Kalocsa-Kecskemét (3 diocèses)
- Archidiocèse de Veszprém (3 diocèses)
- Juridictions indépendantes
  - Abbaye territoriale de Pannonhalma
  - Exarchat apostolique de Miskolc (rite byzantin)
  - Ordinariat militaire de Hongrie

### Pologne
- Primatie de Pologne; Archidiocèse métropolitain de Gniezno (2 diocèses)
- Archidiocèse métropolitain de Białystok (2 diocèses)
- Archidiocèse métropolitain de Cracovie (3 diocèses)
- Archidiocèse métropolitain de Częstochowa (2 diocèses)
- Archidiocèse métropolitain de Gdańsk (2 diocèses)
- Archidiocèse métropolitain de Katowice (2 diocèses)
- Archidiocèse métropolitain de Łódź (1 diocèse)
- Archidiocèse métropolitain de Lublin (2 diocèses)
- Archidiocèse métropolitain de Poznań (1 diocèse)
- Archidiocèse métropolitain de Przemyśl (2 diocèses)
- Archidiocèse métropolitain de Przemyśl – Varsovie (rite ukrainien) (1 diocèse de rite ukrainien)
- Archidiocèse métropolitain de Szczecin-Kamień (2 diocèses)
- Archidiocèse métropolitain de Varsovie (2 diocèses)
- Archidiocèse métropolitain de Warmie (2 diocèses)
- Archidiocèse métropolitain de Wrocław (2 diocèses)
- Juridictions indépendantes
  - Ordinariat de Pologne (en) (rite oriental)
  - Ordinariat militaire de Pologne (en)

### République tchèque
- Primatie de Tchéquie : Archidiocèse métropolitain de Prague (4 diocèses)
- Archidiocèse métropolitain d'Olomouc (2 diocèses)
- Juridictions indépendantes
  - Exarchat apostolique de Tchéquie (rite byzantin, dit ruthène)

### Slovaquie
- Archidiocèse métropolitain de Bratislava (4 diocèses)
- Archidiocèse métropolitain de Košice (2 diocèses)
- Archéparchie de Prešov (rite byzantin)
- Juridictions indépendantes
  - Ordinariat militaire de Slovaquie

## Europe orientale

### Balkans occidentaux
- Primatie de Croatie : Archidiocèse métropolitain de Zagreb (15 diocèses et 1 diocèse de rite byzantin) :
  - Archidiocèse de Đakovo-Osijek
  - Archidiocèse de Rijeka (en) (Fiume, anciennement sous la juridiction directe de Saint-Siège)
  - Archidiocèse de Split-Makarska
  - Archidiocèse de Zadar (de) (anciennement sous la juridiction directe de Saint-Siège)
  - Éparchie de Krizevci (gréco-catholique pour Croatie et Bosnie)
- Primatie de Slovénie : Archidiocèse métropolitain de Ljubljana (6 diocèses) :
  - Archidiocèse de Maribor
- Archidiocèse métropolitain de Belgrade-Smederevo (2 diocèses)
- Province d'Albanie :
  - Archidiocèse métropolitain de Tirana-Durrës (1 diocèse et 1 administration apostolique de rite italo-albanais)
  - Archidiocèse métropolitain de Shkodër-Pult (2 diocèses)
- Province de Bosnie :
  - Archidiocèse métropolitain de Sarajevo (2 diocèses et 1 diocèse en Macédoine)
- Juridictions indépendantes
  - Primatie de Dalmatie : Archidiocèse de Bar (en) (Monténégro) (1 diocèse et 1 diocèse de rite byzantin)
  - Exarchat apostolique de rite byzantin pour Serbie et Monténégro à Ruski Krstur
  - Éparchie de l'assomption de la bienheureuse Vierge-Marie de Strumica-Skopje (rite byzantin), en Macédoine
  - Diocèse de Prizren-Pristina (Kosovo)

### Pays baltes
- Primatie de Lituanie : Archidiocèse métropolitain de Vilnius (2 diocèses)
  - Archidiocèse métropolitain de Kaunas (3 diocèses)
  - Ordinariat militaire pour la Lituanie
- Archidiocèse métropolitain de Riga (3 diocèses)
- Juridiction indépendante :
  - Administration apostolique d'Estonie

### Bulgarie
- Juridictions indépendantes
  - Diocèse de Nikopol (en)
  - Diocèse de Sofia – Plovdiv
  - Exarchat apostolique de Sofia (en) (rite byzantin ou gréco-catholique)

### Grèce
- Archidiocèse métropolitain de Corfou – Zante – Céphalonie (Kerkouros)
  - Archidiocèse métropolitain de Naxos – Andros – Tinos – Mykonos (4 diocèses)
- Juridictions indépendantes
  - Archidiocèse d'Athènes
  - Archidiocèse de Rhodes
  - Exarchat apostolique de Grèce (rite byzantin ou gréco-catholique)
  - Ordinariat de Grèce (rite arménien ou arméno-catholique)
  - Vicariat apostolique de Thessalonique

### Roumanie
- Archéparchie de Făgăraş et Alba Iulia (5 éparchies de rite byzantin ou grecque-catholique)
- Archidiocèse métropolitain de Bucarest (4 diocèses)
- Juridictions indépendantes
  - Archidiocèse d'Alba Iulia
  - Ordinariat de Roumanie (rite arménien)

### Moldavie
- Diocèse de Chişinău

### Russie, Ukraine et Biélorussie
- Archéparchie de Kiev et de Galicie (rite byzantin, dit gréco-catholique ou uniate) (11 diocèses de rite byzantin et 2 exarchats dans le pays, 15 diocèses de rite byzantin et 3 exarchats à l'étranger) :
- Archéparchie de Lviv (en) (9 éparchies et 2 exarchats)
- Archidiocèse métropolitain de Lviv (6 diocèses)
- Archidiocèse métropolitain de la Mère de Dieu à Moscou (3 diocèses)
- Archidiocèse métropolitain de Minsk-Mohilev (3 diocèses)
- Juridictions indépendantes
  - Archidiocèse de Lviv (rite arméno-catholique) (diocèse sede vacante, territoire de l'ex-URSS est inclus dans l'éparchie arménienne catholique de l'Arménie et de l'Europe Orientale)
  - Diocèse de Vladivostok (actuellement inactif)
  - Exarchat apostolique de Russie (en) (rite byzantino-russe, actuellement inactif, ordinaire des gréco-catholiques en Russie étant l'évêque de rite latin à Novossibirsk)

## Amérique du Nord

### Amérique centrale
- Primatie du Nicaragua ; Archidiocèse métropolitain de Managua (6 diocèses)
- Archidiocèse métropolitain de Panamá (5 diocèses et 1 prélature territoriale)
- Archidiocèse métropolitain de San José de Costa Rica (7 diocèses)
- Archidiocèse métropolitain de San Salvador (7 diocèses)
- Archidiocèse métropolitain de Tegucigalpa (4 diocèses)
- Archidiocèse métropolitain de San Pedro Sula (5 diocèses)
- Juridictions indépendantes
  - Ordinariat militaire du Salvador
  - Vicariat apostolique de Bluefields
  - Vicariat apostolique de Darién

### Antilles
- Archidiocèse métropolitain de Castries (4 diocèses)
- Archidiocèse métropolitain de Fort-de-France (2 diocèses, 2 diocèses titulaires)
- Archidiocèse métropolitain de Kingston en Jamaïque (3 diocèses et 1 mission indépendante)
- Archidiocèse métropolitain de Nassau (1 diocèse, 1 mission indépendante)
- Archidiocèse métropolitain de Port-d'Espagne (4 diocèses)
- Archidiocèse métropolitain de San Juan de Puerto Rico (5 diocèses)

### Canada
- Archidiocèse métropolitain de Québec (3 diocèses) (Primatie du Canada)
- Archidiocèse métropolitain d'Edmonton (2 diocèses)
- Archidiocèse métropolitain de Gatineau (3 diocèses)
- Archidiocèse métropolitain de Grouard-McLennan (2 diocèses)
- Archidiocèse métropolitain de Halifax (3 diocèses)
- Archidiocèse métropolitain de Keewatin-Le Pas (3 diocèses)
- Archidiocèse métropolitain de Kingston (3 diocèses)
- Archidiocèse métropolitain de Moncton (3 diocèses)
- Archidiocèse métropolitain de Montréal (4 diocèses)
- Archidiocèse métropolitain d'Ottawa (3 diocèses)
- Archidiocèse métropolitain de Regina (2 diocèses)
- Archidiocèse métropolitain de Rimouski (2 diocèses)
- Archidiocèse métropolitain de Saint-Jean (2 diocèses)
- Archidiocèse métropolitain de Saint-Boniface
- Archidiocèse métropolitain de Sherbrooke (2 diocèses)
- Archidiocèse métropolitain de Toronto (4 diocèses)
- Archidiocèse métropolitain de Vancouver (4 diocèses)
- Juridictions indépendantes
  - Archéparchie catholique ukrainienne de Winnipeg (4 éparchies)
  - Archidiocèse de Winnipeg
  - Éparchie catholique chaldéenne de Mar Addai de Toronto
  - Éparchie Saint-Thomas-l'Apôtre de Chicago des Syro-Malabars
  - Éparchie Notre-Dame de Nareg des Arméniens à New York
  - Éparchie Saint Georges de Canton des Roumains
  - Éparchie catholique melkite de Saint-Sauveur de Montréal
  - Éparchie catholique maronite de Saint-Maron de Montréal
  - Éparchie catholique slovaque des Saints Cyrille et Méthode de Toronto
  - Éparchie Notre-Dame de la Délivrance de Newark des Syriaques
  - Éparchie Sainte-Marie reine de la Paix des syro-malankars des États-Unis et du Canada
  - Ordinariat militaire du Canada

### Cuba
- Archidiocèse métropolitain de Camagüey (3 diocèses)
- Archidiocèse métropolitain de San Cristóbal de la Habana (2 diocèses)
- Archidiocèse métropolitain de Santiago de Cuba (3 diocèses)

### États-Unis d'Amérique
- Archidiocèse métropolitain de Baltimore, Primatie des États-Unis ; (4 diocèses)
- Archidiocèse métropolitain d'Anchorage (2 diocèses)
- Archidiocèse métropolitain d'Atlanta (4 diocèses)
- Archidiocèse métropolitain de Boston (6 diocèses)
- Archidiocèse métropolitain de Chicago (5 diocèses)
- Archidiocèse métropolitain de Cincinnati (5 diocèses)
- Archidiocèse métropolitain de Denver (3 diocèses)
- Archidiocèse métropolitain de Detroit (6 diocèses)
- Archidiocèse métropolitain de Dubuque (3 diocèses)
- Archidiocèse métropolitain de Galveston – Houston (6 diocèses)
- Archidiocèse métropolitain de Hartford (3 diocèses)
- Archidiocèse métropolitain d'Indianapolis (4 diocèses)
- Archidiocèse métropolitain de Kansas City au Kansas (3 diocèses)
- Archidiocèse métropolitain de Las Vegas (2 diocèses)
- Archidiocèse métropolitain de Los Angeles (5 diocèses)
- Archidiocèse métropolitain de Louisville (6 diocèses)
- Archidiocèse métropolitain de Miami (6 diocèses)
- Archidiocèse métropolitain de Milwaukee (4 diocèses)
- Archidiocèse métropolitain de Mobile (3 diocèses)
- Archidiocèse métropolitain de La Nouvelle-Orléans (6 diocèses)
- Archidiocèse métropolitain de New York (7 diocèses)
- Archidiocèse métropolitain de Newark (4 diocèses)
- Archidiocèse métropolitain d'Oklahoma City (2 diocèses)
- Archidiocèse métropolitain d'Omaha (2 diocèses)
- Archidiocèse métropolitain de Philadelphie (7 diocèses)
- Archidiocèse métropolitain de Portland (4 diocèses)
- Archidiocèse métropolitain de San Juan de Puerto Rico (5 diocèses)
- Archidiocèse métropolitain de Saint Louis (3 diocèses)
- Archidiocèse métropolitain de Saint-Paul et Minneapolis (9 diocèses)
- Archidiocèse métropolitain de San Antonio (7 diocèses)
- Archidiocèse métropolitain de San Francisco (7 diocèses)
- Archidiocèse métropolitain de Santa Fe (4 diocèses)
- Archidiocèse métropolitain de Seattle (2 diocèses)
- Archidiocèse métropolitain de Washington (1 diocèse)
- Archidiocèse aux Forces armées des États-Unis

- Juridictions indépendantes
  - Archéparchie de Philadelphie des Ukrainiens (3 diocèses de rite ukrainien)
  - Archéparchie de Pittsburgh des Ruthènes (3 diocèses de rite ruthène)
  - Éparchie de Newton des Melkites (rite grec-melkite)
  - Éparchie Notre-Dame de la Délivrance de Newark des Syriaques (rite syriaque)
  - Éparchie Notre-Dame du Liban de Los Angeles des Maronites (rite maronite)
  - Éparchie Saint Georges de Canton des Roumains (rite roumain)
  - Éparchie Saint-Pierre Apôtre de San Diego des Chaldéens (rite chaldéen)
  - Éparchie Saint-Thomas l'Apôtre de Détroit des Chaldéens (rite chaldéen)
  - Éparchie Saint-Thomas-l'Apôtre de Chicago des Syro-Malabars (rite syro-malabar)
  - Éparchie Sainte-Marie reine de la Paix des syro-malankars des États-Unis et du Canada (rite syro-malankar)
  - Ordinariat personnel de la chaire de Saint-Pierre

### Guatemala
- Archidiocèse métropolitain de Santiago de Guatemala (6 diocèses)
- Archidiocèse métropolitain de Los Altos, Quetzaltenango-Totonicapán (5 diocèses)
- Juridictions indépendantes
  - Prélature territoriale de Santo Cristo de Esquípulas
  - Vicariat apostolique d'El Petén
  - Vicariat apostolique d'Izabal

### Haïti
- Province ecclésiastique de Cap-Haïtien (1 archidiocèse et 4 diocèses)
- Province ecclésiastique de Port-au-Prince (1 archidiocèse et 4 diocèses)

### Mexique
- Primatie du Mexique ; Archidiocèse métropolitain de Mexico (4 diocèses)
- Archidiocèse métropolitain d'Acapulco (4 diocèses)
- Archidiocèse métropolitain d'Antequera / Oaxaca (4 diocèses et 2 prélatures territoriales)
- Archidiocèse métropolitain de Chihuahua (5 diocèses)
- Archidiocèse métropolitain de Durango (4 diocèses et 1 prélature territoriale)
- Archidiocèse métropolitain de Guadalajara (7 diocèses et 1 prélature territoriale)
- Archidiocèse métropolitain de Hermosillo (4 diocèses)
- Archidiocèse métropolitain de León (4 diocèses)
- Archidiocèse métropolitain de Monterrey (8 diocèses)
- Archidiocèse métropolitain de Morelia (5 diocèses)
- Archidiocèse métropolitain de Puebla de los Ángeles (4 diocèses)
- Archidiocèse métropolitain de San Luis Potosí (4 diocèses)
- Archidiocèse métropolitain de Tijuana (4 diocèses)
- Archidiocèse métropolitain de Tlalnepantla (8 diocèses)
- Archidiocèse métropolitain de Toluca (4 diocèses)
- Archidiocèse métropolitain de Tulancingo (3 diocèses)
- Archidiocèse métropolitain de Tuxtla Gutiérrez (2 diocèses)
- Archidiocèse métropolitain de Xalapa (8 diocèses)
- Archidiocèse métropolitain du Yucatán (4 diocèses)
- Juridiction indépendante
  - Diocèse de Nuestra Señora de los Mártires del Líbano en Mexico (rite maronite)
  - Éparchie Notre-Dame-du-Paradis de Mexico (rite grec-melkite)

### République dominicaine
- Archidiocèse métropolitain de Santiago de los Caballeros (4 diocèses)
- Archidiocèse métropolitain de Saint-Domingue (5 diocèses)
- Juridiction indépendante
  - Ordinariat militaire de République Dominicaine

## Amérique du Sud

### Argentine et Malouines
- Archidiocèse métropolitain de Bahía Blanca (5 diocèses, 1 prélature territoriale)
- Archidiocèse métropolitain de Buenos Aires (9 diocèses, 1 diocèse de rite maronite et 1 diocèse de rite ukrainien)
- Archidiocèse métropolitain de Córdoba (4 diocèses et 1 prélature territoriale)
- Archidiocèse métropolitain de Corrientes (5 diocèses)
- Archidiocèse métropolitain de La Plata (3 diocèses)
- Archidiocèse métropolitain de Mendoza (2 diocèses)
- Archidiocèse de Mercedes-Luján (3 diocèses)
- Archidiocèse métropolitain de Paraná (2 diocèses)
- Archidiocèse métropolitain de Resistencia (2 diocèses)
- Archidiocèse métropolitain de Rosario (2 diocèses)
- Archidiocèse métropolitain de Salta (3 diocèses et 2 prélatures territoriales)
- Archidiocèse métropolitain de San Juan de Cuyo  (2 diocèses)
- Archidiocèse métropolitain de Santa Fe de la Vera Cruz (2 diocèses)
- Archidiocèse métropolitain de Tucumán (3 diocèses)
- Juridictions indépendantes
  - Éparchie San Gregorio de Narek de Buenos Aires (rite arménien)
  - Exarchat apostolique d'Argentine (rite grec-melkite)
  - Ordinariat pour les fidèles de rite oriental en Argentine
  - Ordinariat militaire d'Argentine
  - Préfecture apostolique des Îles Falkland / Îles Malouines

### Bolivie
- Archidiocèse métropolitain de Cochabamba (1 diocèse et 1 prélature territoriale)
- Archidiocèse métropolitain de La Paz (2 diocèses et 1 prélature territoriale)
- Archidiocèse métropolitain de Santa Cruz de la Sierra (1 diocèse)
- Archidiocèse métropolitain de Sucre (2 diocèses)
- Juridictions indépendantes
  - Ordinariat militaire de Bolivie
  - Vicariat apostolique de Camiri
  - Vicariat apostolique d'El Beni
  - Vicariat apostolique de Ñuflo de Chávez
  - Vicariat apostolique de Pando
  - Vicariat apostolique de Reyes

### Brésil
- Archidiocèse métropolitain d'Aparecida (3 diocèses)
- Archidiocèse métropolitain d'Aracaju (2 diocèses)
- Archidiocèse métropolitain de Belém do Pará (8 diocèses et 1 prélature territoriale)
- Archidiocèse métropolitain de Belo Horizonte (4 diocèses)
- Archidiocèse métropolitain de Botucatu (7 diocèses)
- Archidiocèse métropolitain de Brasília (3 diocèses)
- Archidiocèse métropolitain de Campinas (5 diocèses)
- Archidiocèse métropolitain de Campo Grande (6 diocèses)
- Archidiocèse métropolitain de Cascavel (3 diocèses)
- Archidiocèse métropolitain de Cuiabá (7 diocèses et 1 prélature territoriale)
- Archidiocèse métropolitain de Curitiba (5 diocèses et 1 diocèse de rite ukrainien)
- Archidiocèse métropolitain de Diamantina (4 diocèses)
- Archidiocèse métropolitain de Feira de Santana (8 diocèses)
- Archidiocèse métropolitain de Florianópolis (9 diocèses)
- Archidiocèse métropolitain de Fortaleza (8 diocèses)
- Archidiocèse métropolitain de Goiânia (7 diocèses)
- Archidiocèse métropolitain de Juiz de Fora (2 diocèses)
- Archidiocèse métropolitain de Londrina (3 diocèses)
- Archidiocèse métropolitain de Maceió (2 diocèses)
- Archidiocèse métropolitain de Manaus (6 diocèses et 3 prélatures territoriales)
- Archidiocèse métropolitain de Mariana (3 diocèses)
- Archidiocèse métropolitain de Maringá (3 diocèses)
- Archidiocèse métropolitain de Montes Claros (3 diocèses)
- Archidiocèse métropolitain de Natal (2 diocèses)
- Archidiocèse métropolitain de Niterói (3 diocèses)
- Archidiocèse métropolitain d'Olinda et Recife (9 diocèses)
- Archidiocèse métropolitain de Palmas (3 diocèses et 1 prélature territoriale)
- Archidiocèse métropolitain de la Paraíba (4 diocèses)
- Archidiocèse métropolitain de Passo Fundo (3 diocèses)
- Archidiocèse métropolitain de Pelotas (2 diocèses)
- Archidiocèse métropolitain de Porto Alegre (4 diocèses)
- Archidiocèse métropolitain de Porto Velho (3 diocèses et 1 prélature territoriale)
- Archidiocèse métropolitain de Pouso Alegre (2 diocèses)
- Archidiocèse métropolitain de Ribeirão Preto (7 diocèses)
- Archidiocèse métropolitain de Santa Maria (5 diocèses)
- Archidiocèse métropolitain de Santarém (2 diocèses et 2 prélatures territoriales)
- Archidiocèse métropolitain de São Luís do Maranhão (11 diocèses)
- Archidiocèse métropolitain de São Paulo (9 diocèses, 1 diocèse de rite grec-melkite et 1 diocèse de rite maronite)
- Archidiocèse métropolitain de São Salvador da Bahia (8 diocèses)
- Archidiocèse métropolitain de São Sebastião do Rio de Janeiro (5 diocèses)
- Archidiocèse métropolitain de Sorocaba (4 diocèses)
- Archidiocèse métropolitain de Teresina (7 diocèses)
- Archidiocèse métropolitain d'Uberaba (3 diocèses)
- Archidiocèse métropolitain de Vitória (3 diocèses)
- Archidiocèse métropolitain de Vitória da Conquista (4 diocèses)
- Juridictions indépendantes
  - Ordinariat pour les fidèles de rite oriental au Brésil
  - Ordinariat militaire du Brésil
  - Administration apostolique personnelle Saint-Jean-Marie-Vianney

### Chili
- Archidiocèse métropolitain d'Antofagasta (2 diocèses et 1 prélature territoriale)
- Archidiocèse métropolitain de Concepción (5 diocèses)
- Archidiocèse métropolitain de La Serena (1 diocèse et 1 prélature territoriale)
- Archidiocèse métropolitain de Puerto Montt (3 diocèses)
- Archidiocèse métropolitain de Santiago de Chile (7 diocèses)
- Juridictions indépendantes
  - Ordinariat militaire du Chili
  - Vicariat apostolique d'Aysén

### Colombie
- Archidiocèse métropolitain de Barranquilla (4 diocèses)
- Archidiocèse métropolitain de Bogotá (6 diocèses)
- Archidiocèse métropolitain de Bucaramanga (4 diocèses)
- Archidiocèse métropolitain de Cali (4 diocèses)
- Archidiocèse métropolitain de Cartagena (5 diocèses)
- Archidiocèse métropolitain d'Ibagué (5 diocèses)
- Archidiocèse métropolitain de Manizales (3 diocèses)
- Archidiocèse métropolitain de Medellín (4 diocèses)
- Archidiocèse métropolitain de Nueva Pamplona (4 diocèses)
- Archidiocèse métropolitain de Popayán (4 diocèses)
- Archidiocèse métropolitain de Santa Fe de Antioquia (4 diocèses)
- Archidiocèse métropolitain de Tunja (4 diocèses)
- Archidiocèse métropolitain de Villavicencio (2 diocèses)
- Juridictions indépendantes
  - Ordinariat militaire de Colombie
  - Vicariat apostolique de Guapi
  - Vicariat apostolique d'Inírida
  - Vicariat apostolique de Leticia
  - Vicariat apostolique de Mitú
  - Vicariat apostolique de Puerto Carreño
  - Vicariat apostolique de Puerto Gaitán
  - Vicariat apostolique de San Andrés y Providencia
  - Vicariat apostolique de Puerto Leguízamo-Solano
  - Vicariat apostolique de Tierradentro
  - Vicariat apostolique de Trinidad

### Équateur
- Primatie de l'Équateur ; Archidiocèse métropolitain de Quito (6 diocèses)
- Archidiocèse métropolitain de Cuenca (3 diocèses)
- Archidiocèse métropolitain de Guayaquil (2 diocèses)
- Archidiocèse métropolitain de Portoviejo (1 diocèses)
- Juridictions indépendantes
  - Ordinariat militaire d'Équateur
  - Vicariat apostolique d'Aguarico
  - Vicariat apostolique d'Esmeraldas
  - Vicariat apostolique des Galápagos
  - Vicariat apostolique de Méndez
  - Vicariat apostolique de Napo
  - Vicariat apostolique de Puyo
  - Vicariat apostolique de San Miguel de Sucumbíos
  - Vicariat apostolique de Zamora

### Paraguay
- Archidiocèse métropolitain d'Asunción (11 diocèses)
- Juridictions indépendantes
  - Ordinariat militaire du Paraguay
  - Vicariat apostolique de Chaco Paraguayo
  - Vicariat apostolique de Pilcomayo

### Pérou
- Primatie du Pérou; Archidiocèse métropolitain de Lima (6 diocèses et 1 prélature territoriale)
- Archidiocèse métropolitain d'Arequipa (2 diocèses et 3 prélatures territoriales)
- Archidiocèse métropolitain d'Ayacucho / Huamanga (1 diocèse et 1 prélature territoriale)
- Archidiocèse métropolitain de Cuzco (1 diocèses et 2 prélatures territoriales)
- Archidiocèse métropolitain de Huancayo (2 diocèses)
- Archidiocèse métropolitain de Piura (3 diocèses et 1 prélature territoriale)
- Archidiocèse métropolitain de Trujillo (3 diocèses et 3 prélature territoriales)
- Juridictions indépendantes
  - Ordinariat militaire du Pérou
  - Vicariat apostolique d'Iquitos
  - Vicariat apostolique de Jaén en Perú / San Francisco Javier
  - Vicariat apostolique de Pucallpa
  - Vicariat apostolique de Puerto Maldonado
  - Vicariat apostolique de Requena
  - Vicariat apostolique de San José de Amazonas
  - Vicariat apostolique de San Ramón
  - Vicariat apostolique de Yurimaguas

### Uruguay
- Archidiocèse métropolitain de Montevideo (8 diocèses)

### Venezuela
- Archidiocèse métropolitain de Barquisimeto (4 diocèses)
- Archidiocèse métropolitain de Calabozo (2 diocèses)
- Archidiocèse métropolitain de Caracas / Santiago de Venezuela (3 diocèses)
- Archidiocèse métropolitain de Ciudad Bolívar (2 diocèses)
- Archidiocèse métropolitain de Coro (1 diocèse)
- Archidiocèse métropolitain de Cumaná (4 diocèses)
- Archidiocèse métropolitain de Maracaibo (3 diocèses)
- Archidiocèse métropolitain de Mérida (3 diocèses)
- Archidiocèse métropolitain de Valencia / Valencia en Venezuela (3 diocèses)
- Juridictions indépendantes
  - Exarchat apostolique du Venezuela des Melkites
  - Exarchat apostolique du Venezuela des syro-catholiques
  - Ordinariat militaire de Venezuela
  - Vicariat apostolique de Caroní
  - Vicariat apostolique de Puerto Ayacucho
  - Vicariat apostolique de Tucupita

## Afrique

### Afrique du Sud/Botswana/Eswatini
- Archidiocèse métropolitain de Bloemfontein (4 diocèses)
- Archidiocèse métropolitain du Cap (5 diocèses)
- Archidiocèse métropolitain de Durban (6 diocèses)
- Archidiocèse métropolitain de Johannesburg (3 diocèses dont 1 en Eswatini)
- Archidiocèse métropolitain de Pretoria (5 diocèses dont 2 au Botswana)

### Afrique méridionale
- Juridictions indépendantes
  - Ordinariat militaire d'Afrique du Sud (en)
  - Vicariat apostolique d'Ingwavuma (en)

### Afrique orientale
- Archidiocèse métropolitain de Lusaka (6 diocèses)
- Archidiocèse métropolitain de Harare (3 diocèses)
- Archidiocèse métropolitain de Beira (4 diocèses)
- Archidiocèse métropolitain de Bulawayo (3 diocèses)
- Archidiocèse métropolitain de Kasama (2 diocèses)
- Archidiocèse métropolitain de Maputo (2 diocèses)
- Archidiocèse métropolitain de Nampula (3 diocèses)
- Archidiocèse métropolitain de Blantyre (3 diocèses)
- Archidiocèse métropolitain de Lilongwe (3 diocèses)

### Angola
- Archidiocèse métropolitain de Huambo (2 diocèses)
- Archidiocèse métropolitain de Luanda (5 diocèses)
- Archidiocèse métropolitain de Lubango (3 diocèses)
- Archidiocèse métropolitain de Malanje (2 diocèses)
- Archidiocèse métropolitain de Saurimo (2 diocèses)

### Bénin et Togo
- Archidiocèse métropolitain de Cotonou (4 diocèses)
- Archidiocèse métropolitain de Lomé (6 diocèses)
- Archidiocèse métropolitain de Parakou (4 diocèses)

### Burkina Faso
- Archidiocèse métropolitain de Bobo-Dioulasso (6 diocèses)
- Archidiocèse métropolitain de Koupéla (5 diocèses)
- Archidiocèse métropolitain d'Ouagadougou (4 diocèses)

### Cameroun
- Archidiocèse métropolitain de Bamenda (4 diocèses)
- Archidiocèse métropolitain de Bertoua (3 diocèses)
- Archidiocèse métropolitain de Douala (5 diocèses)
- Archidiocèse métropolitain de Garoua (3 diocèses)
- Archidiocèse métropolitain de Yaoundé (6 diocèses)

### Cap-Vert
- Juridictions indépendantes
  - Diocèse de Mindelo
  - Diocèse de Santiago de Cabo Verde

### Centrafrique
- Archidiocèse métropolitain de Bangui (8 diocèses)

### Congo (Brazzaville)
- Archidiocèse métropolitain de Brazzaville (2 diocèses suffragants)
- Archidiocèse métropolitain de Pointe-Noire (2 diocèses suffragants)
- Archidiocèse métropolitain d'Owando (2 diocèses suffragants)

### Congo (Kinshasa)
- Archidiocèse métropolitain de Bukavu (5 diocèses)
- Archidiocèse métropolitain de Kananga (7 diocèses)
- Archidiocèse métropolitain de Kinshasa (8 diocèses)
- Archidiocèse métropolitain de Kisangani (8 diocèses)
- Archidiocèse métropolitain de Lubumbashi (7 diocèses)
- Archidiocèse métropolitain de Mbandaka – Bikoro (6 diocèses)

### Corne de l'Afrique
- Archidiocèse métropolitain d'Addis-Abeba (rite éthiopien) (1 diocèse et 4 diocèses de rite éthiopien)
- Juridictions indépendantes
  - Diocèse de Djibouti
  - Diocèse de Mogadiscio
  - Vicariat apostolique d'Awasa
  - Vicariat apostolique de Gambella
  - Vicariat apostolique d'Harar
  - Vicariat apostolique de Hosanna
  - Vicariat apostolique de Jimma-Bonga
  - Vicariat apostolique de Meki
  - Vicariat apostolique de Nekemte
  - Vicariat apostolique de Soddo

### Côte d'Ivoire
- Archidiocèse métropolitain d'Abidjan
- Archidiocèse métropolitain de Bouaké
- Archidiocèse métropolitain de Gagnoa
- Archidiocèse métropolitain de Korhogo

### Égypte
- Patriarcat d'Alexandrie (rite copte) (1 éparchie de rite copte et 5 diocèses de rite copte)
- Juridictions indépendantes
  - Patriarcat d'Alexandrie (rite grec-melkite)
  - Diocèse du Caire (rite chaldéen)
  - Diocèse du Caire (rite maronite et copte)
  - Diocèse du Caire (rite syrien)
  - Diocèse de Gizeh (rite copte)
  - Vicariat apostolique d'Alexandrie d'Égypte
    - Diocèse titulaire d'Eliopoli di Egitto
    - Diocèse titulaire de Port-Saïd

### Gabon, Guinée équatoriale et São Tomé et Príncipe
- Archidiocèse métropolitain de Libreville (4 diocèses)
- Archidiocèse métropolitain de Malabo (4 diocèses)
- Juridiction indépendante
  - Diocèse de São Tomé et Príncipe
  - Vicariat apostolique de Makokou

### Ghana
- Archidiocèse métropolitain d'Accra (4 diocèses)
- Archidiocèse métropolitain de Cape Coast (2 diocèses)
- Archidiocèse métropolitain de Kumasi (4 diocèses)
- Archidiocèse métropolitain de Tamale (en) (4 diocèses)

### Guinée, Guinée-Bissau, Liberia et Sierra Leone
- Archidiocèse métropolitain de Conakry (2 diocèses)
- Archidiocèse métropolitain de Freetown (3 diocèses)
- Archidiocèse métropolitain de Monrovia (2 diocèses)
- Juridictions indépendantes
  - Diocèse de Bafatá (en)
  - Diocèse de Bissau (en)

### Kenya
- Primatie du Kenya; Archidiocèse métropolitain de Nairobi (5 diocèses)
- Archidiocèse métropolitain de Kisumu (7 diocèses)
- Archidiocèse métropolitain de Mombasa (2 diocèses)
- Archidiocèse métropolitain de Nyeri (6 diocèses)
- Juridictions indépendantes
  - Ordinariat militaire du Kenya
  - Vicariat apostolique d'Isiolo

### Lesotho
- Archidiocèse métropolitain de Maseru (3 diocèses)

### Madagascar et Océan Indien
- Archidiocèse métropolitain d'Antananarivo (4 diocèses)
- Archidiocèse métropolitain d'Antsiranana (3 diocèses)
- Archidiocèse métropolitain de Fianarantsoa (4 diocèses)
- Archidiocèse métropolitain de Toamasina (3 diocèses)
- Archidiocèse métropolitain de Toliara (3 diocèses)
- Juridiction indépendante
  - Diocèse de Port-Louis
  - Diocèse de Port-Victoria / Seychelles
  - Diocèse de Saint-Denis de La Réunion
  - Vicariat apostolique de l'archipel des Comores
  - Vicariat apostolique de Rodrigues

### Maghreb
- Archidiocèse métropolitain d'Alger (3 diocèses)
- Juridictions indépendantes
  - Archidiocèse de Tunis
  - Archidiocèse de Rabat
  - Archidiocèse de Tanger
  - Diocèse de Laghouat
  - Diocèse de Nouakchott
  - Vicariat apostolique de Benghazi
  - Vicariat apostolique de Derna (actuellement inactif)
  - Vicariat apostolique de Tripoli
  - Préfecture apostolique de Misrata
  - Préfecture apostolique du Sahara occidental

### Mali, Niger et Tchad
- Archidiocèse métropolitain de N'Djamena (6 diocèses)
- Archidiocèse métropolitain de Bamako (5 diocèses)
- Archidiocèse métropolitain de Niamey (1 diocèses)
- Juridictions indépendantes
  - Vicariat apostolique de Mongo

### Namibie
- Archidiocèse métropolitain de Windhoek (1 diocèse et 1 vicariat apostolique)

### Nigeria
- Archidiocèse métropolitain d'Abuja (7 diocèses)
- Archidiocèse métropolitain de Benin City (5 diocèses)
- Archidiocèse métropolitain de Calabar (4 diocèses)
- Archidiocèse métropolitain d'Ibadan (5 diocèses)
- Archidiocèse métropolitain de Jos (6 diocèses)
- Archidiocèse métropolitain de Kaduna (5 diocèses)
- Archidiocèse métropolitain de Lagos (2 diocèses)
- Archidiocèse métropolitain d'Onitsha (6 diocèses)
- Archidiocèse métropolitain d'Owerri (5 diocèses)
- Juridictions indépendantes
  - Vicariat apostolique de Kontagora

### Ouganda
- Archidiocèse métropolitain de Gulu (3 diocèses)
- Archidiocèse métropolitain de Kampala (4 diocèses)
- Archidiocèse métropolitain de Mbarara (4 diocèses)
- Archidiocèse métropolitain de Tororo (4 diocèses)
- Juridiction indépendante
  - Ordinariat militaire d'Ouganda (en)

### Rwanda et Burundi
- Archidiocèse métropolitain de Kigali (8 diocèses)
- Archidiocèse métropolitain de Bujumbura (2 diocèses)
- Archidiocèse métropolitain de Gitega (4 diocèses)

### Sainte-Hélène
- Juridiction indépendante
  - Mission indépendante de Sainte-Hélène, Ascension et Tristan da Cunha

### Sénégal et Gambie
- Archidiocèse métropolitain de Dakar (6 diocèses)
- Juridiction indépendante
  - Diocèse de Banjul

### Soudan
- Archidiocèse métropolitain de Khartoum (1 diocèse)

### Soudan du Sud
- Archidiocèse métropolitain de Djouba (6 diocèses)

### Tanzanie
- Archidiocèse métropolitain d'Arusha (3 diocèses)
- Archidiocèse métropolitain de Dar-es-Salaam (5 diocèses)
- Archidiocèse métropolitain de Dodoma (2 diocèses)
- Archidiocèse métropolitain de Mbeya (2 diocèses)
- Archidiocèse métropolitain de Mwanza (en) (7 diocèses)
- Archidiocèse métropolitain de Songea (5 diocèses)
- Archidiocèse métropolitain de Tabora (3 diocèses)

## Asie

### Asie centrale
- Archidiocèse métropolitain de Maria Santissima d'Astana (2 diocèses et 1 administration apostolique)
- Juridiction indépendante
  - Administration apostolique d'Ouzbékistan
  - Administration apostolique du Kirghizistan
  - Mission sui juris d'Afghanistan
  - Mission sui juris du Tadjikistan
  - Mission sui juris du Turkménistan

### Bangladesh
- Archidiocèse métropolitain de Dhaka (4 diocèses)
- Archidiocèse métropolitain de Chittagong (2 diocèses)

### Cambodge
- Juridictions indépendantes
  - Vicariat apostolique de Phnom-Penh
  - Vicariat apostolique de Bătdâmbâng
  - Préfecture apostolique de Komgpong-Cham

### Caucase
- Juridictions indépendantes
  - Administration apostolique du Caucase
  - Ordinariat d'Europe orientale (rite arménien)

### Chine, Taïwan et Mongolie
- Archidiocèse métropolitain d'Anqing 安慶 (2 diocèses)
- Archidiocèse métropolitain de Pékin 北京 (13 diocèses)
- Archidiocèse métropolitain de Changsha 長沙 (3 diocèses)
- Archidiocèse métropolitain de Chongqing 重慶 (7 diocèses)
- Archidiocèse métropolitain de Fuzhou 福州 (3 diocèses)
- Archidiocèse métropolitain de Guangzhou 廣州 (6 diocèses)
- Archidiocèse métropolitain de Guiyang (en) 貴陽 (1 diocèse)
- Archidiocèse métropolitain de Hangzhou 杭州 (4 diocèses)
- Archidiocèse métropolitain de Hankou (8 diocèses)
- Archidiocèse métropolitain de Hohot / Suiyuan 呼和浩特 / 綏遠 (3 diocèses)
- Archidiocèse métropolitain de Jinan 濟南 (7 diocèses)
- Archidiocèse métropolitain de Kaifeng 開封 (7 diocèses)
- Archidiocèse métropolitain de Kunming / Yunnan 昆明 / 雲南 (1 diocèse)
- Archidiocèse métropolitain de Lanzhou 蘭州 (2 diocèses)
- Archidiocèse métropolitain de Nanchang 南昌 (4 diocèses)
- Archidiocèse métropolitain de Nankin 南京 (4 diocèses)
- Archidiocèse métropolitain de Nanning 南寧 (1 diocèse)
- Archidiocèse métropolitain de Shenyang / Fengtian 沈陽 / 奉天 (7 diocèses)
- Archidiocèse métropolitain de Taipei 臺北 (6 diocèses)
- Archidiocèse métropolitain de Taiyuan 太原 (6 diocèses)
- Archidiocèse métropolitain de Xi’an 西安 (5 diocèses)
- Juridictions indépendantes
  - Administration apostolique de Harbin 哈爾濱 (actuellement inactive)
  - Diocèse d'Aomen 澳門 / Macao
  - Exarchat apostolique de Harbin 哈爾濱 (actuellement inactif)
  - Préfecture apostolique de Ankang / Xing’an 安康 / 興安
  - Préfecture apostolique de Baoqing 保慶
  - Préfecture apostolique de Guilin 桂林
  - Préfecture apostolique de Hainan 海南
  - Préfecture apostolique de Haizhou 海州
  - Préfecture apostolique de Jiamusi 佳木斯
  - Préfecture apostolique de Jian’ou 建甌
  - Préfecture apostolique de Lingling / Yongzhou 零岭 / 永州
  - Préfecture apostolique de Linqing 臨清
  - Préfecture apostolique de Lintong 臨潼
  - Préfecture apostolique de Lixian  / Lizhou 澧縣 / 澧州
  - Préfecture apostolique de Qiqihar 齊齊哈爾
  - Préfecture apostolique de Shaowu 邵武
  - Préfecture apostolique de Shashi 沙市
  - Préfecture apostolique de Shiqian 石阡
  - Préfecture apostolique de Suixian 隨縣
  - Préfecture apostolique de Tongzhou 同州
  - Préfecture apostolique de Tunxi 屯溪
  - Préfecture apostolique d'Ulaanbaatar
  - Préfecture apostolique de Weihaiwei 威海衛
  - Préfecture apostolique de Xiangtan 湘潭
  - Préfecture apostolique de Xining 西寧
  - Préfecture apostolique de Xinjiang / Jiangzhou 新絳 / 絳州
  - Préfecture apostolique de Xinjiang / Urumqi 新疆 / 烏魯木齊
  - Préfecture apostolique de Xinxiang 新鄉
  - Préfecture apostolique de Yangzhou 揚州
  - Préfecture apostolique de Yiduxian 益都縣
  - Préfecture apostolique de Yixian 易縣
  - Préfecture apostolique de Yueyang / Yuezhou 岳陽 / 岳州
  - Préfecture apostolique de Zhaotong 昭通

### Corée
- Primatie de Corée ; Archidiocèse métropolitain de Séoul (8 diocèses)
- Archidiocèse métropolitain de Gwangju (2 diocèses)
- Archidiocèse métropolitain de Daegu (4 diocèses)
- Juridictions indépendantes
  - Abbaye territoriale de Tokwon
  - Ordinariat militaire de Corée du Sud (en)

### Inde
- Archidiocèse majeur d'Ernakulam – Angamaly (rite syro-malabar) (2 diocèses de rite syro-malabar)
- Archidiocèse majeur de Trivandrum (rite syro-malankar) (4 diocèses de rite syro-malankar)
- Archidiocèse métropolitain d'Agra (9 diocèses et 2 diocèses de rite syro-malabar)
- Archidiocèse métropolitain de Bangalore (8 diocèses)
- Archidiocèse métropolitain de Bhopal (5 diocèses et 3 diocèses de rite syro-malabar)
- Archidiocèse métropolitain de Bombay / Mumbai (4 diocèses et 1 diocèse de rite syro-malabar)
- Archidiocèse métropolitain de Calcutta (7 diocèses)
- Archidiocèse métropolitain de Changanacherry (rite syro-malabar) (4 diocèses de rite syro-malabar)
- Archidiocèse métropolitain de Cuttack – Bhubaneswar (4 diocèses)
- Archidiocèse métropolitain de Delhi (3 diocèses)
- Archidiocèse métropolitain de Gandhinagar (2 diocèses et 1 diocèse de rite syro-malabar)
- Archidiocèse de Goa et Daman
- Archidiocèse métropolitain de Guwahati (6 diocèses)
- Archidiocèse métropolitain de Hyderabad (5 diocèses et 1 diocèse de rite syro-malabar)
- Archidiocèse métropolitain d'Imphal (1 diocèses)
- Archidiocèse métropolitain de Madras et Mylapore (4 diocèses)
- Archidiocèse métropolitain de Madurai (6 diocèses)
- Archidiocèse métropolitain de Nagpur (en) (2 diocèses et 1 diocèse de rite syro-malabar)
- Archidiocèse métropolitain de Patna (5 diocèses)
- Archidiocèse métropolitain de Pondicherry et Cuddalore (4 diocèses)
- Archidiocèse métropolitain de Raipur (2 diocèses et 1 diocèse de rite syro-malabar)
- Archidiocèse métropolitain de Ranchi (8 diocèses)
- Archidiocèse métropolitain de Shillong (3 diocèses)
- Archidiocèse métropolitain de Tellicherry (rite syro-malabar) (3 diocèses de rite syro-malabar)
- Archidiocèse métropolitain de Trichur (rite syro-malabar) (2 diocèses de rte syro-malabar)
- Archidiocèse métropolitain de Trivandrum (en) (4 diocèses)
- Archidiocèse métropolitain de Verapoly (en) (5 diocèses)
- Archidiocèse métropolitain de Visakhapatnam (5 diocèses)
- Juridiction indépendante
  - Archidiocèse de Goa et Daman
    - Diocèse titulaire de Cranganor

### Indonésie
- Archidiocèse métropolitain d'Ende (3 diocèses)
- Archidiocèse métropolitain de Jakarta (2 diocèses)
- Archidiocèse métropolitain de Kupang (2 diocèses)
- Archidiocèse métropolitain de Makassar (2 diocèses)
- Archidiocèse métropolitain de Medan (2 diocèses)
- Archidiocèse métropolitain de Merauke (4 diocèses)
- Archidiocèse métropolitain de Palembang (2 diocèses)
- Archidiocèse métropolitain de Pontianak (3 diocèses)
- Archidiocèse métropolitain de Samarinda (3 diocèses)
- Archidiocèse métropolitain de Semarang (3 diocèses)
- Juridiction indépendante
  - Ordinariat militaire d'Indonésie

### Japon
- Archidiocèse métropolitain de Nagasaki 長崎 (4 diocèses)
- Archidiocèse métropolitain d'Osaka 大阪 (4 diocèses)
- Archidiocèse métropolitain de Tokyo 東京 (5 diocèses)

### Laos
- Juridictions indépendantes
  - Vicariat apostolique de Luang Prabang
  - Vicariat apostolique de Paksé
  - Vicariat apostolique de Savannakhet
  - Vicariat apostolique de Vientiane

### Malaisie, Brunei et Singapour
- Archidiocèse métropolitain de Kuala Lumpur (en) (2 diocèses)
- Archidiocèse métropolitain de Kuching (4 diocèses)
- Juridiction indépendante
  - Archidiocèse de Singapour
  - Vicariat apostolique de Brunei

### Myanmar (Birmanie)
- Archidiocèse métropolitain de Mandalay (6 diocèses)
- Archidiocèse métropolitain de Taunggyi (4 diocèses)
- Archidiocèse métropolitain de Rangoun (4 diocèses)

### Népal
- Préfecture apostolique du Népal

### Pakistan
- Archidiocèse métropolitain de Karachi (1 diocèse)
- Archidiocèse métropolitain de Lahore (3 diocèses)
- Juridiction indépendante
  - Vicariat apostolique de Quetta

### Philippines
- Archidiocèse métropolitain de Caceres (6 diocèses)
- Archidiocèse métropolitain de Cagayan de Oro (4 diocèses)
- Archidiocèse métropolitain de Capiz (2 diocèses)
- Archidiocèse métropolitain de Cebu (4 diocèses)
- Archidiocèse métropolitain de Cotabato (2 diocèses)
- Archidiocèse métropolitain de Davao (3 diocèses)
- Archidiocèse métropolitain de Jaro (4 diocèses)
- Archidiocèse métropolitain de Lingayen – Dagupan (5 diocèses)
- Archidiocèse métropolitain de Lipa (3 diocèses et 1 prélature territoriale)
- Archidiocèse métropolitain de Manille (9 diocèses)
- Archidiocèse métropolitain de Nueva Segovia (3 diocèses et 1 prélature territoriale)
- Archidiocèse métropolitain d'Ozamis (3 diocèses et 1 prélature territoriale)
- Archidiocèse métropolitain de Palo (4 diocèses)
- Archidiocèse métropolitain de San Fernando (es) (3 diocèses)
- Archidiocèse métropolitain de Tuguegarao (2 diocèses)
- Archidiocèse métropolitain de Zamboanga (2 prélatures territoriales)
- Juridictions indépendantes
  - Ordinariat militaire des Philippines
  - Vicariat apostolique de Bontoc – Lagawe
  - Vicariat apostolique de Calapan
  - Vicariat apostolique de Jolo
  - Vicariat apostolique de Puerto Princesa
  - Vicariat apostolique de San Jose in Mindoro
  - Vicariat apostolique de Tabuk
  - Vicariat apostolique de Taytay

### Sri Lanka
- Archidiocèse métropolitain de Colombo (10 diocèses)

### Thaïlande
- Archidiocèse métropolitain de Bangkok (6 diocèses)
- Archidiocèse métropolitain de Thare et Nonseng (3 diocèses)

### Timor oriental
- Archidiocèse métropolitain de Dili

### Viêt Nam
- Archidiocèse métropolitain de Hà Nôi (10 diocèses)
- Archidiocèse métropolitain de Hué (5 diocèses)
- Archidiocèse métropolitain de Thành-Phô Hô Chí Minh (8 diocèses)

## Moyen-Orient

### Arabie
- Juridiction indépendante
  - Vicariat apostolique d'Arabie méridionale
  - Vicariat apostolique d'Arabie septentrionale

### Iran
- Archidiocèse métropolitain de Téhéran (rite chaldéen)
- Archidiocèse métropolitain d'Ourmia (rite chaldéen) (1 diocèse de rite chaldéen)
- Juridictions indépendantes
  - Archidiocèse d'Ahvaz (rite chaldéen)
  - Archidiocèse d'Ispahan

### Irak et Koweït
- Patriarcat de Babylone (rite chaldéen) (1 éparchie de rite chaldéen, 5 diocèses de rite chaldéen et 1 territoire patriarcal de rite chaldéen)
- Archidiocèse métropolitain de Kirkuk (rite chaldéen)
- Juridictions indépendantes
  - Archidiocèse d'Arbil (rite chaldéen)
  - Archidiocèse de Bagdad
  - Archidiocèse de Bagdad (rite arménien)
  - Archidiocèse de Bagdad (rite syrien)
  - Archidiocèse de Bassora (rite chaldéen)
  - Archidiocèse de Mossoul (rite chaldéen)
  - Archidiocèse de Mossoul (rite syrien)
  - Exarchat patriarcal de Bassora et Koweït (rite syrien)
  - Exarchat patriarcal d'Iraq (rite grec-melkite)
  - Exarchat patriarcal du Koweït (rite grec-melkite)

### Israël, Palestine et Jordanie
- Juridictions indépendantes
  - Patriarcat latin de Jérusalem (Israël, Palestine, Jordanie, Chypre)
  - Archéparchie de Saint-Jean-d'Acre (rite grec-melkite)
  - Archéparchie de Haifa et de la Terre Sainte (rite maronite)
  - Exarchat patriarcal de Jérusalem et de Palestine (rite maronite) (en)
  - Archéparchie de Jérusalem et du Mont d'Amman (rite arménien)
  - Exarchat patriarcal de Jérusalem (rite syrien)
  - Territoire dépendant du Patriarche chaldéen de Babylone (Jérusalem)
  - Territoire dépendant du Patriarche chaldéen de Babylon (Jordanie)
  - Archéparchie de Pétra-Philadelphie (rite grec-melkite)
  - Exarchat patriarcal de Jordanie (rite maronite)

### Liban
- Patriarcat d'Antioche des Maronites (1 éparchie de rite maronite)
- Patriarcat d'Antioche des Syriaques (1 éparchie de rite syrien et 1 territoire patriarcal de rite syrien)
- Patriarcat de Cilicie des Arméniens (1 éparchie de rite arménien et 3 diocèses de rite arménien)
- Archéparchie de Tyr des Melkites (3 archidiocèses de rite grec-melkite)
- Juridictions indépendantes
  - Archéparchie d'Antélias des Maronites
  - Archéparchie de Beyrouth des Maronites
  - Archéparchie de Tripoli des Maronites
  - Archéparchie de Tyr des Maronites
  - Éparchie de Baalbek-Deir El-Ahmar des Maronites
  - Éparchie de Batroun des Maronites
  - Éparchie de Byblos des Maronites
  - Éparchie de Sidon des Maronites
  - Éparchie de Zahlé des Maronites
  - Archéparchie de Beyrouth-Jbeil des Melkites
  - Archéparchie de Baalbek des Melkites
  - Archéparchie de Zahlé des Melkites
  - Éparchie de Beyrouth des Chaldéens
  - Vicariat apostolique de Beyrouth

### Syrie
- Patriarcat d'Antioche (rite grec-melkite) (1 éparchie de rite grec-melkite et 2 territoires patriarcaux de rite grec-melkite)
- Archidiocèse métropolitain d'Alep (rite grec-melkite)
- Archidiocèse métropolitain de Bosra – Haūrān / Bostra – Haūrān (rite grec-melkite)
- Archidiocèse métropolitain de Damas (rite syrien)
- Archidiocèse métropolitain de Homs (rite grec-melkite) (1 diocèse titulaire)
- Archidiocèse métropolitain de Homs (rite syrien) (2 diocèses titulaires)
- Juridictions indépendantes
  - Archéparchie d'Alep (rite syrien)
  - Archéparchie d'Alep (rite arménien)
  - Archéparchie d'Alep (rite maronite)
  - Archéparchie de Damas (rite maronite)
  - Archéparchie de Hassaké – Nisibi (rite syrien)
  - Archéparchie de Lattaquié / Laodicée (rite grec-melkite)
  - Éparchie d'Alep (rite chaldéen)
  - Éparchie de Lattaquié (rite maronite)
  - Exarchat patriarcal de Damas (rite arménien) (en)
  - Vicariat apostolique d'Alep

### Turquie et Chypre
- Archidiocèse métropolitain d'Izmir
- Juridictions indépendantes
  - Archéparchie de Chypre (rite maronite)
  - Archéparchie de Diyarbakir (rite chaldéen)
  - Archéparchie d'Istanbul / Constantinople (rite arménien) (en)
  - Exarchat apostolique d'Istanbul / Constantinople (rite grec) (en) (l'exarchat s'est de fait éteint avec son dernier archimandrite en 1996)
  - Vicariat apostolique d'Anatolie
  - Vicariat apostolique d'Istanbul / Constantinople

## Océanie

### Australie et Nouvelle-Zélande
- Primatie d'Australie; Archidiocèse métropolitain de Sydney (9 diocèses)
- Archidiocèse métropolitain d'Adelaide (2 diocèses)
- Archidiocèse métropolitain de Brisbane (4 diocèses)
- Archidiocèse métropolitain de Melbourne (3 diocèses 1 diocèse de rite ukrainien)
- Archidiocèse métropolitain de Perth (3 diocèses)
- Archidiocèse métropolitain de Wellington (5 diocèses)
- Juridictions indépendantes
  - Archidiocèse de Canberra
    - Diocèse titulaire de Goulburn

  - Archidiocèse de Hobart
  - Éparchie Saint-Maron de Sydney des Maronites (rite maronite)
  - Diocèse de Saint Michael’s of Sydney (rite grec-melkite)
  - Ordinariat militaire d'Australie (en)
  - Ordinariat militaire de Nouvelle-Zélande

### Pacifique
- Archidiocèse métropolitain d'Agaña (2 diocèses et 1 préfecture apostolique)
- Province ecclésiastique de Nouméa (3 diocèses)
- Province ecclésiastique de Papeete (1 diocèse)
- Archidiocèse métropolitain de Samoa-Apia (1 diocèse et 2 missions indépendantes)
- Archidiocèse métropolitain de Suva (2 diocèses dont celui de Tarawa et Nauru)
- Juridiction indépendante
  - Diocèse de Tonga

### Papouasie-Nouvelle-Guinée et Îles Salomon
- Archidiocèse métropolitain d'Honiara (2 diocèses)
- Archidiocèse métropolitain de Madang (4 diocèses)
- Archidiocèse métropolitain de Mount Hagen (4 diocèses)
- Archidiocèse métropolitain de Port Moresby (4 diocèses)
- Archidiocèse métropolitain de Rabaul (3 diocèses)